# Giancarlo Simonacci
Giancarlo Simonacci (Roma, 27 agosto 1948) è un pianista e compositore italiano.
Soprattutto è noto per le sue interpretazioni di opere di artisti classici contemporanei, come John Cage.

## Biografia
Giancarlo Simonacci ha compiuto gli studi musicali al Conservatorio Santa Cecilia di Roma.  Si è perfezionato con Aldo Clementi per la composizione e con Carlo Zecchi per il pianoforte al Mozarteum di Salzburg. Svolge attività come solista , stabilmente in duo con la pianista Gabriella Morelli e quale collaboratore di vari cantanti e strumentisti.
Come autore e interprete è presente in numerosi festival e istituzioni concertistiche internazionali. Le sue composizioni sono pubblicate da BMG Ricordi, Edipan, Rugginenti Accord for Music e Da Vinci Edition. La Da Vinci Classics ha realizzato un doppio CD con la sua opera per pianoforte solo e pianoforte a 4 mani, interpreti Francesco Negro e Francesco Carletti.
Ha registrato per la CRI, Edipan, Fonotipia, RCA, Domanimusica, Mr Classics, Irtem, AFM, Atopos, Twilightmusic, Brilliant Classics e Da Vinci Classics.  Di rilievo le incisioni per la Brilliant Classics dedicate a John Cage (14 CD racchiusi in 5 cofanetti) favorevolmente accolte dalla critica italiana (Messaggero, La Stampa, La Repubblica, La Gazzetta di Parma, Musica, Suonare new, Amadeus, Classics Voice, etc.) ed internazionale (ABC, Magazine Klassics, Piano, Le monde de la Musique, Diapason, Scherzo, BBC Magazine, Los Angeles Times, etc.). Sempre per la Brilliant Classics ha inciso l'intera produzione pianistica di Ildebrando Pizzetti, l’integrale per violoncello e pianoforte di Morton Feldman con suo figlio Marco e un CD con composizioni per pianoforte a 4 mani di Giulio Ricordi (duo G. Morelli - G. Simonacci)   Per la Da Vinci Classics ha inciso un CD con opere pianistiche di Stefano Golinelli, un CD dedicato a Erik Satie con opere pianistiche e trascrizioni per quartetto d'archi, un CD con Musica Callada di Federico Mompou. un CD con musiche dell'800 italiano per pianoforte a 4 mani (Duo Morelli - Simonacci), un CD America Piano Lanscapes e un CD con 12 Polonaises di W.F.Bach.     
Per oltre 40 anni ha insegnato nei conservatori di musica di Sassari, Frosinone e Roma. Ha tenuto numerose masteclasses, seminari e conferenze in Italia, Spagna e Austria.